# Le Pâtre des collines
Pour plus de détails, voir Fiche technique et Distribution.
Le Pâtre des collines (titre original : The Shepherd of the Hills) est un film américain muet réalisé par Albert S. Rogell, sorti en 1928.

## Fiche technique
- Titre original : The Circus Cyclone
- Réalisation : Albert S. Rogell
- Scénario : Marion Jackson d'après un roman de Harold Bell Wright
- Société de production et de distribution : First National Pictures
- Producteur : Charles R. Rogers
- Photographie : Sol Polito
- Montage : Hugh Bennett
- Pays d'origine : États-Unis
- Format : Noir & blanc - Son : muet
- Genre : Drame
- Durée : 90 minutes
- Date de sortie : 
  - États-Unis : 1er janvier 1928

## Distribution

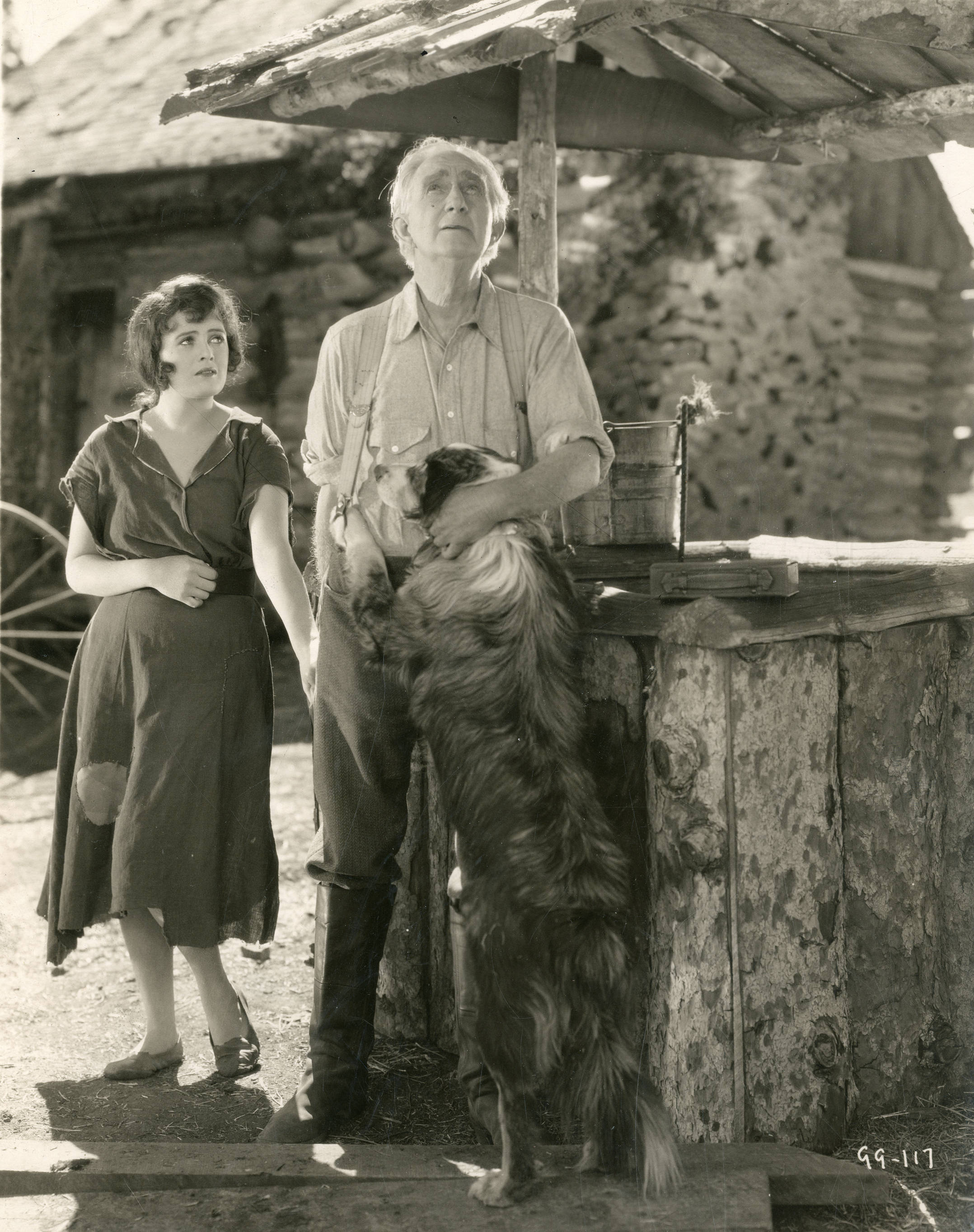
Alec B. Francis et Molly O'Day.

- Alec B. Francis : David Howitt, le pâtre
- Molly O'Day : Sammy Lane
- John Boles : le jeune Matt
- Matthew Betz : Wash Gibbs
- Romaine Fielding : le vieux Matt
- Otis Harlan : By Thunder
- Joseph Bennett : Ollie
- Maurice Murphy : le petit Pete
- Edythe Chapman : tante Mollie
- Carl Stockdale : Jim Lane
- Marian Douglas : Maggie
- John Westwood : l'artiste

## Conservation
En l'absence de copie de The Shepherd of the Hills dans les archives du cinéma, c'est un film perdu.